# Sphenomorphus wollastoni
Sphenomorphus wollastoni — вид сцинкоподібних ящірок родини сцинкових (Scincidae). Ендемік Індонезії.

## Поширення і екологія
Sphenomorphus wollastoni мешкають на півдні Нової Гвінеї, в басейні річки Міміка. Вони живуть у вологих рівнинних тропічних лісах.